# Gunter Widmaier

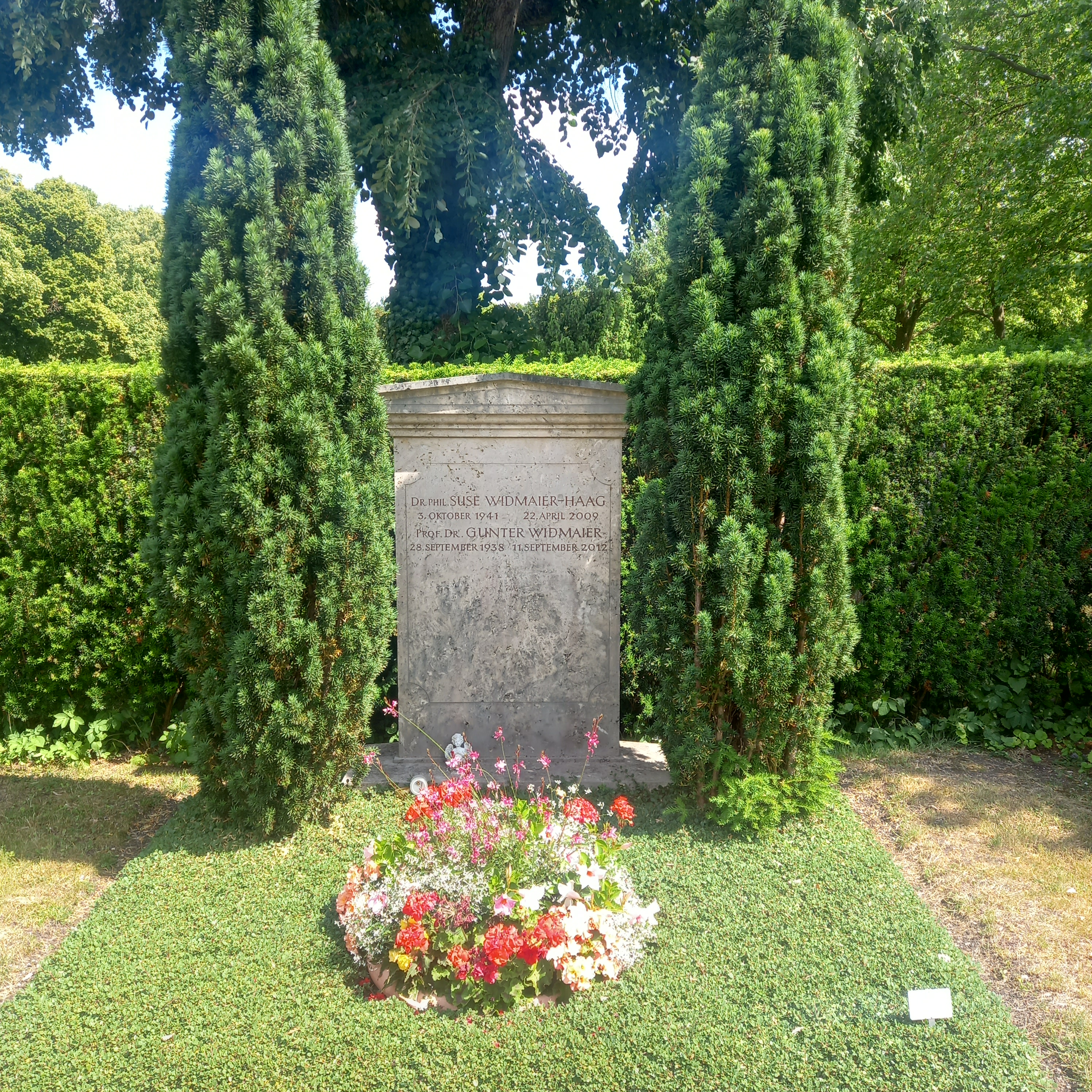
Das Grab Gunter Widmaier und seiner Ehefrau Suse Widmaier-Haag auf dem Nordfriedhof (München)

Gunter Widmaier (* 28. September 1938 in Ravensburg; † 11. September 2012 in Berlin) war ein deutscher Jurist und auf Revisionen und Verfassungsbeschwerden spezialisierter Strafverteidiger. Er war an der Klärung unzähliger bedeutender strafrechtlicher Rechtsfragen durch den Bundesgerichtshof und durch das Bundesverfassungsgericht beteiligt, so etwa im Verfahren über das Luftsicherheitsgesetz und in den Strafverfahren gegen Karlheinz Schreiber und Karl-Heinz Wildmoser junior. Er war Honorarprofessor an der Ludwig-Maximilians-Universität München.

## Leben
Sein Vater war Gerichtspräsident, seine Mutter stammte aus der Schweiz. Die Grundschule besuchte er im Raum Stuttgart und in der Schweiz, das Gymnasium in Stuttgart-Hohenheim und in Schorndorf, wo er 1957 sein Abitur ablegte. Danach studierte er in Tübingen und Hamburg Rechtswissenschaften. Er war Mitglied der musischen Studentenverbindung AMV Stochdorphia Tübingen im SV.  1962 legte er in Tübingen die Erste Juristische Staatsprüfung ab, 1967 in Stuttgart die Zweite Juristische Staatsprüfung.
Widmaier war verheiratet mit der Psychologin Susanne Widmaier und hatte mit ihr einen Sohn, der ebenfalls Jurist ist.
Widmaier war neben dem Referendariat als wissenschaftlicher Assistent am Lehrstuhl für Strafrecht und Strafprozessrecht von Horst Schröder an der Universität Tübingen tätig. Diese Tätigkeit setzte er nach dem zweiten Staatsexamen fort und leistete im Rahmen dessen wesentliche Beiträge zum damals noch alleine von Schröder bearbeiteten StGB-Kommentar „Schönke/Schröder“. Danach trat er in die Kanzlei von Rolf Bossi in München ein. Im Mai 1984 gründete er seine eigene Kanzlei in Karlsruhe, in unmittelbarer Nähe zum Bundesgerichtshof und zum Bundesverfassungsgericht. 2001 fusionierte er mit seinem damaligen Partner Michael Rosenthal mit der Sozietät Redeker Schön Dahs & Sellner zu Redeker Sellner Dahs & Widmaier, von denen er sich 2010 wieder trennte. Seitdem führte Widmaier in der Karlsruher Herrenstraße gemeinsam mit seinem jüngeren Kollegen Ali Norouzi eine eigenständige Kanzlei, deren Sitz am 1. September 2012 nach Berlin wechselte, wo er nur 11 Tage später verstarb.
Widmaier leitete von 1995 bis 2006 den Strafrechtsausschuss der Bundesrechtsanwaltskammer und war Mitherausgeber der Neuen Zeitschrift für Strafrecht. Für den Deutschen Juristentag verfasste er zwei Gutachten und war ab 2000 bis zu seinem Tod Mitglied der ständigen Deputation, in deren Auftrag er die strafrechtliche Abteilung der Juristentage 2004 und 2008 leitete.
Zu seinem 70. Geburtstag wurde eine über 1000-seitige Festschrift veröffentlicht.

## Werke (Auswahl)
- Erfolgsabwendung nach Erfolgseintritt: ein Beitr. zur Erfolgsäquivalenz im Rahmen der Unterlassungsdelikte. Tübingen 1980.
- (Hrsg.): Festgabe aus der Wissenschaft zum 50-jährigen Bestehen des Bundesgerichtshof. München 2000, ISBN 978-3-406-46601-4.
- (Hrsg.): Münchener Anwaltshandbuch Strafverteidigung. München 2006, ISBN 978-3-406-54720-1.
- mit Claus Roxin, Gerhard Schäfer: Die Mühlenteichtheorie, in Festschrift zu Ehren des Strafrechtsausschusses der Bundesrechtsanwaltskammer. 2006, 435.
- mit Helmut Satzger, Wilhelm Schluckebier (Hrsg.): StGB – Strafgesetzbuch: Kommentar. 2. Aufl. 2014, ISBN 978-3-452-27613-1.